# Kibbuz Cheruth
Der Kibbuz Cheruth (deutsch Kommune Freiheit) war ein von 1926 bis 1930 bestehender Kibbuz in Dörfern zwischen Hameln und Bad Pyrmont im heutigen Niedersachsen. Der an zionistischen und sozialistischen Idealen orientierte Kibbuz diente der beruflichen und kulturellen Vorbereitung (Hachschara) von jungen Juden auf ihre Auswanderung (Alija) nach Palästina.

## Gründung
Der Kibbuz Cheruth geht auf den kleinen jung-jüdischen Wanderbund Brit haʿOlim (Bund der Einwanderer, Bund der Aufsteigenden) zurück, der 1920 gegründet wurde. Praktisches Ziel der Vereinigung war die Erziehung zum Kibbuz. Jeder ausgebildete junge Zionist sollte nach Palästina auswandern.
1923 hielt die Brit haʿOlim seinen Bundestag auf dem Ohrberg bei Hameln mit Abgesandten eines Kibbuz aus Israel ab. 1925 gründete die Vereinigung das Zentrum Hameln mit 90 Angehörigen. 1926 wurde auf einem Treffen bei Bad Pyrmont die Gründung eines Kibbuz beschlossen, dessen Gründung zehn Personen am 1. November 1926 in Grießem vollzogen. Er nannte sich „Cheruth“ (hebräisch חֵרוּת ‚Freiheit‘) nach dem Titel einer Rede von Martin Buber über Jugend und Religion aus dem Jahre 1918.
Als Initiator des Kibbuz Cheruth gilt der Hamelner Zahnarzt Hermann Gradnauer, einer der Gründer und Führer von Brit haʿOlim. Er ging 1934 nach Palästina und ließ sich 1942 im Kibbuz Givʿat Brenner nieder, wo er weiter als Zahnarzt tätig war.

## Beschreibung
Bei den Angehörigen des Kibbuz Cheruth handelte es sich junge Zionisten, die meist 18 bis 20 Jahre alt waren und häufig eine höhere Schulbildung hatten. Sie stammten vielfach aus gutbürgerlichen jüdischen Familien aus Großstädten wie Berlin, aber auch aus Polen, Litauen und anderen osteuropäischen Ländern. Die jungen Menschen lehnten die Lebensweise ihrer Eltern ab und waren auf der Suche nach einer neuen jüdischen Lebensform. Da viele eine Trennung vom Elternhaus vollzogen hatten, kam es zu Rückholversuchen durch Eltern.
Die Angehörigen des Kibbuz lebten als Knechte und Mägde bei Bauern in Aerzen, Grießem, Holzhausen und anderen Dörfern, wo sie eine landwirtschaftliche Lehre absolvierten. Abends und an den Wochenenden kamen sie zusammen, um ihr Judentum neu zu entdecken und Hebräisch zu lernen. Alle zwei Wochen gab es in Aerzen oder Holzhausen ein Treffen aller Angehörigen. In den Jahren 1927 und 1928 gab es 15 bis 20 Mitglieder und danach waren es über 50.
Nachdem 1928 die britische Einwanderungssperre nach Palästina aufgehoben war, kam es in dem Jahr zur ersten Auswanderung durch den Kibbuz Cheruth. 34 seiner Angehörigen gingen erst nach Rechovot und 1930 in den Kibbuz Givʿat Brenner. Eine zweite Auswanderung folgte 1930 mit 90 Personen, die ebenfalls nach Givʿat Brenner gingen.
Über die Gründe für das Ende des Kibbuz Cheruth nach 1930 ist fast nichts bekannt. Ein Grund dürfte die Auswanderung seines Initiators Hermann Gradnauer 1934 nach Palästina gewesen sein, als weiterer Grund wird die Weltwirtschaftskrise mit hoher Arbeitslosigkeit und dem offen aufbrechenden Antisemitismus vermutet.
Angehörige des Kibbuz waren der Maler und Publizist Arie Goral-Sternheim sowie der Architekt Chanan Frenkel.